# KZ Neustadt-Glewe
Koordinaten: 53° 21′ 58,3″ N, 11° 36′ 33″ O

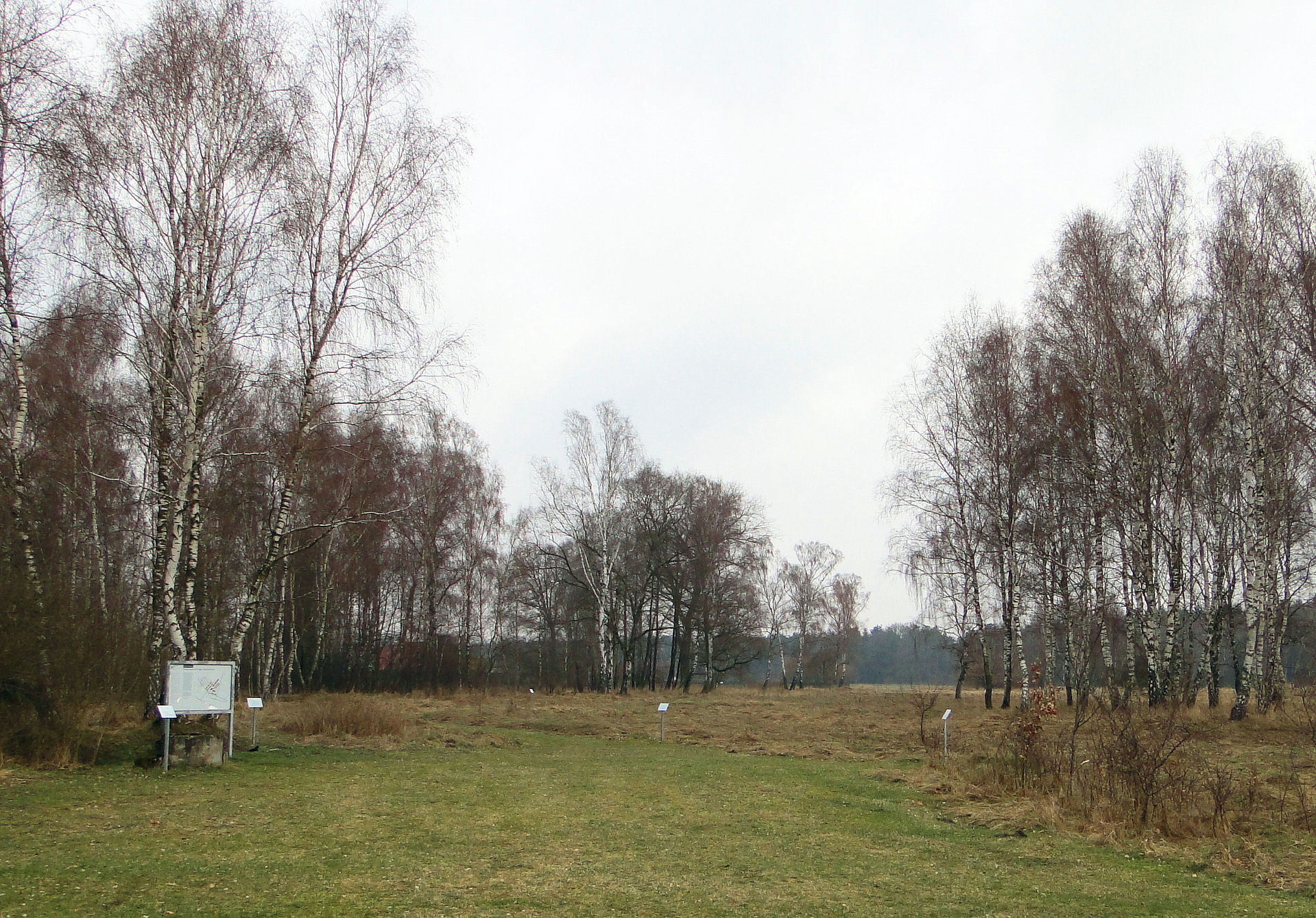
Ehemaliges KZ-Gelände

Das Konzentrationslager Neustadt-Glewe war ein Außenlager des Frauen-KZ Ravensbrück und befand sich in der Nähe des Ortes Neustadt-Glewe im Landkreis Ludwigslust-Parchim. Das Gelände des ehemaligen KZ befindet sich am Südostende der Gemeinde zwischen der Liebssiedlung und dem heutigen Flugplatz. Das Lager wurde angelegt, um für die Norddeutschen Dornier-Werke (Wismar) Zwangsarbeiter zur Verfügung zu stellen. Die Bewachung des Konzentrationslagers und die Überlassung der Gefangenen erfolgte durch die SS. Viele der Gefangenen kamen zu Tode.

## Vorgeschichte
In der Zeit des Nationalsozialismus entstand unweit eines Fliegerhorstes an der Fliegerchaussee und der NS-Fliegerschule um 1941/42 ein Nebenbetrieb der Norddeutschen Dornier-Werke, in dem Teile des Jagdflugzeuges FW 190 gebaut und montiert wurden. 
Dazu errichtete die SS im Sommer bis September 1944 an der Ostseite des Flugplatzes das Außenlager des Frauenkonzentrationslagers Ravensbrück für 300 Häftlinge. Ende 1944 gab es etwa 900 weibliche Inhaftierte, die vor allem aus den besetzten Ländern Polen und Belarus hierher deportiert worden waren.

## Todesmärsche hierher
Ab Januar 1945 wurde das Lager Ziel von der SS sogenannter „Evakuierungstransporte“ aus östlich gelegenen Konzentrationslagern. Tatsächlich handelte es sich überwiegend um Todesmärsche von KZ-Häftlingen. Es sollen sich bis zu 5000 Häftlinge hier aufgehalten haben. Die Befreiung des Lagers erfolgte am 2. Mai 1945 durch Truppen der Roten Armee.

## Grabstellen, Gedenken

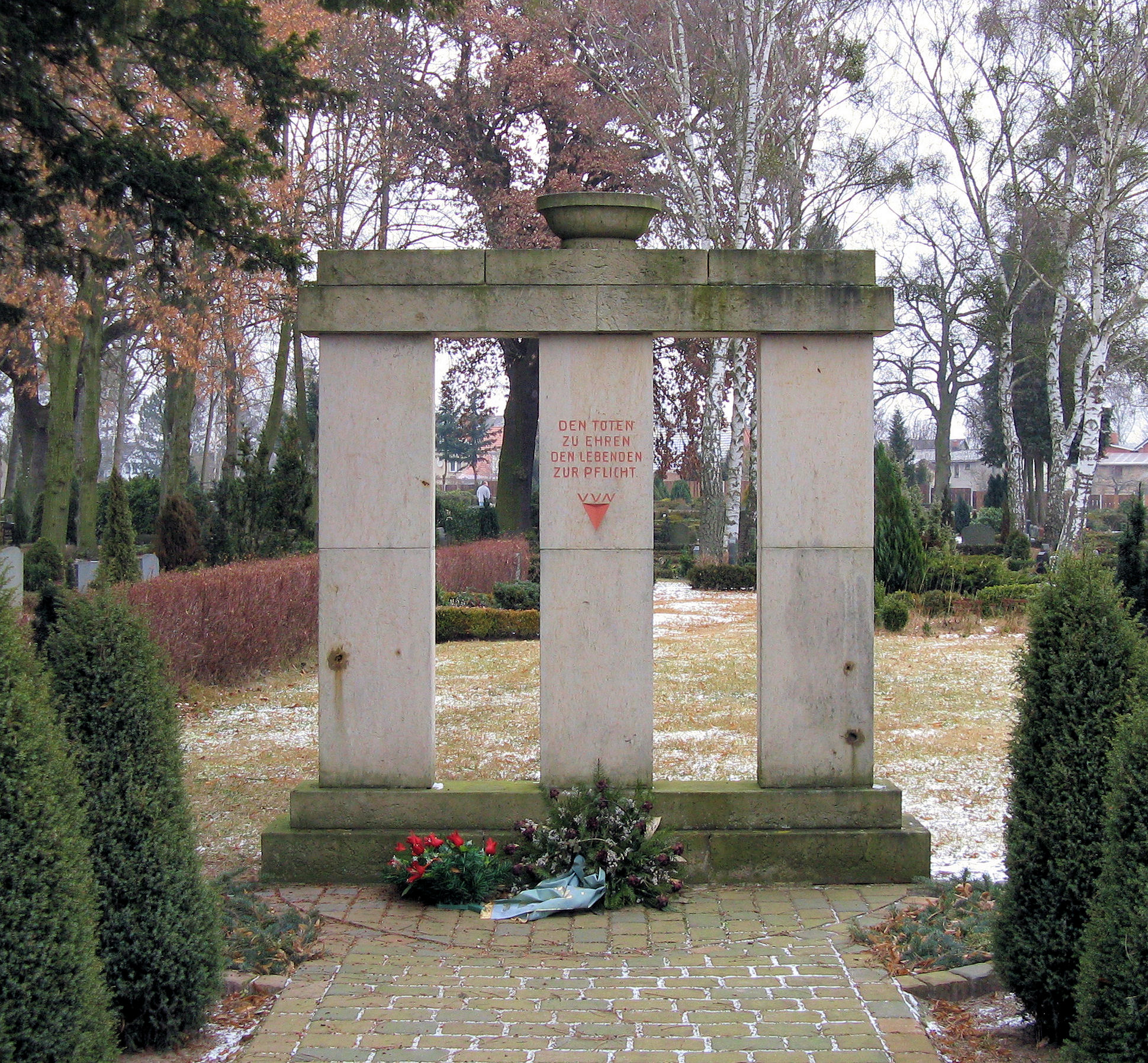
Denkmal für die Opfer des Faschismus auf dem Neustädter Friedhof

Von einem 1946 entdeckten Massengrab wurden 46 Leichname auf den Städtischen Friedhof umgebettet.
Zum Gedenken wurde 1947 ein Mahnmal errichtet.
1995 besuchten Überlebende den Ort ihrer Gefangenschaft und wo viele ihrer Mitgefangenen starben.
2002 wurde eine Ausstellung über das KZ im Heimatmuseum eröffnet. Die Ausstellung besteht aus acht Tafeln und drei Vitrinen. Es bieten Museumsmitarbeiter Führungen an und organisieren gelegentlich Gespräche mit Zeitzeugen. Das Gelände des ehemaligen Lagers ist markiert und mit einer Informationstafel versehen.